# セバスチァーノ・セラフィニー
セバスチァーノ・セラフィニー  (Sebastiano Serafini）は、ミラノ出身のモデル、俳優、ミュージシャン。血液型はAB型。愛称は「セヴァ」。

## 経歴
イタリアのドラマで子役として活動を始める。
15歳の時、ロベルト・カバリに見出され、プロのモデルとしてミラノでモデル活動を開始。
その後、香港に渡り様々なファッションショーや紙面でのモデル活動を経験し、2009年に来日。
現在までに、Paul Smith、LEE、True Religion、h.NAOTO、Dress Camp、ディーゼル、Gstar、NIKE、ユニクロなどのモデルを経験。　また、ソニー、パナソニック、NOKIA、カシオなど多数の広告にも出演している。
2010年には、テレビ番組「日本人の知らない日本語」にルカ役でレギュラー出演を果たし、
同年11月、当番組がDVD化され「日本人の知らない日本語〜リターンズ〜」がスピンオフとして放送された。
翌2011年には、DNR（イタリアンビジュアル系バンド）のボーカル＆キーボードとして音楽活動を開始。同年、埼玉スーパーアリーナで行われた日本最大のビジュアル系イベント「V-ROCK FESTIVAL 2011」　に出演し、日本人のオーディエンスを熱狂させた。2014年3月〜2015年5月「世界初」全楽曲にボーカロイドを使用するヴィジュアル系バンドエクセリオンのマニピュレーターとしても活躍中。
2014年11月からソロとして活躍中。1stソロシングル『FALLEN』を2014年11月7日配信リリースして、ドイツのiTunes Popチャートで1位になった。イタリアでは11月から放映のドラマ「Columns」の2ndシーズンのサウンドトラックに使われている。11月21日「Fallen (Dubby Bunny Remix) - Single」リリース。
2枚目のシングル「Never Walk Alone」2014年12月19日
3枚目のシングル「INORI」2015年2月20日若手ドイツ人のバイオリンMAX REIMER/初めて日本語。
Luisaviaromaの「ファッションに影響のある40ブロガー」に選ばれ、Firenze4Everに参加。今もなお、各国のイベントに召喚されている。またCNN、Vogue、GQ、Yahoo、MTV、FASHION TV、FASHION ONE、LA Weekly、YOU2PLAY（タイ）、RAI （伊）、Adige（伊）などのあらゆるのメディアに取り上げられた。
SNSフォロワー:　Facebook 60万人、Instagram 40万人、Twitter 11万人、YouTube視聴回数 850万回。
イタリア語、英語、北京語、日本語、ドイツ語を喋ることができる。

## 出演作

### ドラマ
- 日本人の知らない日本語　リターンズ （2010年、LISMOドラマ）ルカ 役
- 日本人の知らない日本語 （2010年、読売テレビ）ルカ 役
- 泣かないと決めた日 （2010年、フジテレビ系列）
- ローマの歴史を変える新発見『ポンペイ 』 （2009年、日本テレビ）アウルス 役

### テレビ
- 『ぷっ』すま
- シアワセ結婚相談所
- ABC ・tv・スペシャル
- タモリ教授のハテナの殿堂?
- 世界一受けたい授業
- 知って，見て，得する シルシルミシル
- MTV 81.

### 主なイベント
- ＜TRINITY in the WORLD＞ 〜Tour Final〜 2015年5月6日 新宿ReNY
- ＜TRINITY in the WORLD＞ 〜日本Tour〜　福岡、大阪、名古屋、仙台
- ＜Over the“Ray”＞ ワンマン Show 2014年11月19日 TSUTAYA O-WEST
- ＜The LIFE＞ ワンマン Show 2014年3月25日 高田馬場エリア
- Anime Evolution, ブリティッシュコロンビア大学、（バンクーバー・カナダ）ゲスト出演。
- You2Play Awards 2013、（タイ・バンコク）MCゲスト出演。
- LUISAVIAROMA Firenze4Ever、（フィレンツェ・イタリア）、出演。
- stylish wave GENERATION Vol.2 赤坂BLITZ、出演。
- V-ROCK_FESTIVAL さいたまスーパーアリーナ、LIVE出演。
- Ani-Jam (Fresno, CA・USA）、ゲスト出演。
- Seven Samuraiユーロツアー2012 INORAN（LUNA SEA）、（ケルン・ドイツとウィーン・オーストリア）DNR OA出演。
- SPS ビジュアルロック、（高雄市・台湾）、出演。
- La Notte Rosa 2012（リミニ・イタリア）、LIVE出演。
- Cavacon（サレルノ・イタリア）、LIVE出演。
- TONI&GUYファッションショー（青山）、モデル出演。

### 雑誌
- 『smart』
- 『セブンティーン』
- 『S Cawaii!』
- 『シルバーアクセスタイルマガジン』
- 『anan』
- 『Sincere』
- 『sweet』
- 『CQ』
- 『VOGUE』
- 『numero』
- 『ローリング・ストーン』
- 『Samurai magazine』
- 『FOOL'S MATE』
- 『mix Rock Style Magazine』
- 『MEN'S KNUCKLE』
- 『Men's SPIDER』
- 『KERA』
- 『ぱふ』
- 『Esquire』

### カタログ
- DIESEL
- LEE
- 伊勢丹
- シルバーアクセサリー銀時
- Jury Black
- 109
- Blablahospital
- DIABLO
- San Ford Lost Angle

### CM
- Panasonic
- NOKIA
- Invicta
- CASIO

### ネットCM
- 地球ドキュメント (NHK)
- UNIQLO Silky Dry
- UNIQLO  Heat Tech
- SUBARU
- 中野裕通
- Toni & Guy

### VP
- EXILE live tour (2009)

### その他 (写真展)
- IKARI  2010〜 (2010, 新宿 - 写真館のメインモデル）
- JOSEPH (2010, ヴォーグ）
- ALOWANEA Artography  ジュアルショック 〜時代は極彩色〜 (2009, 表参道）

## ディスコグラフィ
シングル
| 枚   | 発売日         | タイトル                     |
| ---- | -------------- | ---------------------------- |
| 1st  | 2014年11月7日  | Fallen                       |
| 2nd  | 2014年12月19日 | Never Walk Alone             |
| 3rd  | 2015年2月20日  | INORI                        |
| 4th  | 2015年5月20日  | I Bleed                      |
| 5th  | 2015年8月28日  | Don't say                    |
| 6th  | 2015年10月10日 | When the night kills the day |
| 7th  | 2015年10月23日 | Tsubasa                      |
| 8th  | 2015年10月23日 | Akane                        |
| 9th  | 2016年1月27日  | AVALON                       |
| 10th | 2016年3月9日   | Escape to infinity           |
| 11th | 2016年5月4日   | Higher                       |
| 12th | 2016年5月20日  | Eclipse                      |
| 13th | 2016年6月11日  | Time for a better world      |
| 14th | 2016年7月23日  | Fighting Demons              |
| 15th | 2017年2月23日  | Tornado                      |
| 16th | 2017年3月10日  | Trust the light              |
| 17th | 2017年3月20日  | Your Knight                  |

アルバム
| 枚  | 発売日         | タイトル |
| --- | -------------- | -------- |
| 1st | 2016年11月24日 | Aeon     |

## コンピュータゲーム
2022年、彼は「セラフィニ・プロダクションズ」という渋谷のビデオゲーム会社に資金を提供した。